# 伊格爾萊克 (緬因州)
伊格爾萊克（英語：Eagle Lake）是一個位於美國緬因州阿魯斯圖克縣的市鎮。

## 人口
根據2020年美國人口普查的數據，伊格爾萊克的面積為11.04平方千米，當中陸地面積為10.24平方千米，而水域面積為0.80平方千米。當地共有人口553人，而人口密度為每平方千米50人。